# 黄岛街道
黄岛街道是中国山东省青岛市黄岛区下辖的一个街道。

## 行政区划
黄岛街道下辖以下地区：
盐滩社区、柳沟社区、卧棚社区、小石头社区、东盐滩社区、玉环岛街社区、湄洲岛街社区、海坛岛街社区、大福岛路社区、前湾社区、唐岛路社区、灵山岛街社区、后湾社区、长兴岛街社区、徐戈庄社区、十字路园社区、张戈庄社区、龙湾崖社区、郭家台子社区、法家园社区、管家洼社区、龙凤社区、可乐石社区、龙斗山前社区、阳光居社区和港务局社区。